# Víctor Ugarte
Víctor Ugarte (Tupiza, 5 maggio 1926 – La Paz, 20 marzo 1995) è stato un calciatore boliviano, di ruolo attaccante.

## Carriera
Con la nazionale boliviana prese parte ai Mondiali del 1950 ed al Campeonato Sudamericano nel 1947 , nel 1949 , nel 1953 , nel 1959 e nel 1963, edizione in cui segnò due reti nel corso del match finale contro il Brasile.

## Palmarès

### Club

#### Competizioni nazionali
- Campionato boliviano: 4

Bolivar: 1950, 1953, 1956, 1966

### Nazionale
- Campeonato Sudamericano de Football: 1

Bolivia 1963